# Яворский, Борис Михайлович
Борис Михайлович Яворский (1915, Витебск — 12 октября 1996, Москва) — советский и российский физик, доктор физико-математических наук (1946), профессор (1950), главный редактор, автор справочников.

## Биография
В 1939 окончил физический факультет МГУ, работал на кафедре теоретической физики МГПИ им. В. И. Ленина (профессор). Научные исследования Яворского посвящены проблемам оптики и спектроскопии. Создал квантовомеханическую теорию соударений, развил теорию ступенчатого возбуждения атомов, разработал квантовомеханическую теорию ступенчатых процессов взаимодействия электронов с атомами и теорию выбивания электронов из металлов при газовом разряде. Провел систематику электронных спектров металлоорганических соединений. В течение 18 лет был главным редактором научно-методических сборников вузов по физике.